# Lorraine Serabian
Lorraine Serabian (Queens, 12 giugno 1937) è un'attrice e cantante statunitense, attiva in campo teatrale e televisivo.

## Biografia
Lorraine Serabian ha fatto il suo debutto nell'Off Broadway nel 1964 nel musical The Secret Life of Walter Mitty, prima di debuttare a Broadway nel 1967 nel musical Cabaret, in cui interpretava Frau Wendel. L'anno successivo tornò a Broadway in Zorba e per la sua performance fu candidata al Tony Award alla migliore attrice non protagonista in un musical e vinse l'Outer Critics Circle Award. Recitò ancora a Broadway nel 1979 nel musical Carmelina e nella commedia The Flowering Peach nel 1994. Molto attiva anche nel circuito regionale, Lorraine Serabian ha interpretato Yente nel musical Fiddler on the Roof (2002) e Maria Callas nel dramma Master Class (2003).

## Filmografia parziale
- Law & Order - Unità vittime speciali - serie TV, 1 episodio (2004)
- Difficult People - serie TV, 1 episodio (2015)